# Saint-André (Gers)

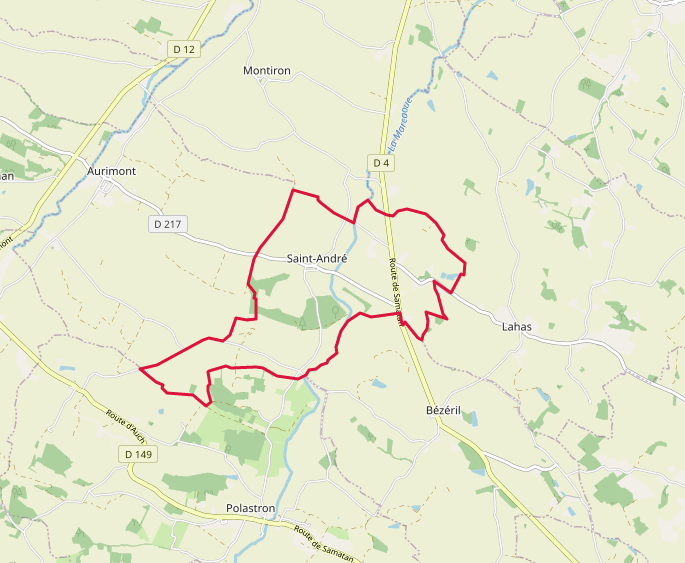
Saint-André é uma comuna francesa na região administrativa de Occitânia, no departamento de Gers

Saint-André é uma comuna francesa na região administrativa de Occitânia, no departamento de Gers. Estende-se por uma área de 5,58 km². Em 2010 a comuna tinha 128 habitantes (densidade: 22,9 hab./km²).